# المتعلقة (الجوف)
المتعلقة هي إحدى قرى الجمهورية اليمنية. وهي تتبع جغرافيًا لمحافظة الجوف. وإداريًا لمديرية المتون. يبلغ تعداد سكانها 3373 نسمة حسب الإحصاء الذي جرى عام 2004.